# Трапезица
Трапезица (грч. Τραπεζίτσα) је насељено место у општини Горуша у периферији Западна Македонија, Грчка. Према попису из 2021. године било је 62 становника.
Насеље је 1913. године имало 159 житеља Грка. Трапезица се налази у области Населица, која је некада била насељена словенским становништвом које је касније хеленизовано.